# Dynamic Chord
Dynamic Chord (ダイナミックコード ?) (estilizado como DYNAMIC CHORD) es una serie de juegos de novelas visuales japonesas otome con temática musical desarrollada y publicada por Honeybee Black. Los juegos siguen las carreras musicales y la vida personal de varias bandas bajo la agencia y el sello musical "Dynamic Chord". Cada juego presenta un protagonista diferente que desarrolla una historia de amor con los miembros de la banda. Una adaptación al anime del estudio Pierrot se estrenó el 5 de octubre de 2017.

## Personajes

### Protagonistas principales
Rio Atano (上遠野 理緒 Atano Rio?)
Niina Futami (双海 仁菜 Futami Niina?)
Konoha Kirishita (霧下 このは Kirishita Konoha?)
Miu Hiiragi (柊 美羽 Hiiragi Miu?)

### rêve parfait
Reon Kashii (香椎 玲音 Kashii Reon?) / King
 Seiyū: Takuya Eguchi
Tsumugi Momose (百瀬 つむぎ Momose Tsumugi?) / Bishop
 Seiyū: Ryohei Kimura
Kuon Tsukinohara (月野原 久遠 Tsukinohara Kuon?) / Rook
 Seiyū: Kōsuke Toriumi
Aki Kashii (香椎 亜貴 Kashii Aki?) / Knight
 Seiyū: Yūya Hirose

### Liar-S
Sakura Hinoyama (檜山 朔良 Hiyama Sakura?)
 Seiyū: Takuma Terashima
Chiya Suzuno (珠洲乃 千哉 Suzuno Chiya?)
 Seiyū: Nobuhiko Okamoto
Seri Yuisaki (結崎 芹 Yuisaki Seri?)
 Seiyū: Tetsuya Kakihara
Sōtarō Haruna (榛名 宗太郎?)
 Seiyū: Sōma Saitō

### KYOHSO
Yoruto Kisaka (城坂依都 Kisaka Yoruto?) / YORITO
 Seiyū: Showtaro Morikubo
Tokiharu Hanabusa (英時明 Hanabusa Tokuharu?) / TOKIHARU
 Seiyū: Shinnosuke Tachibana
Yu Kuroya (黒谷優 Kuroya Yu?) / YUU
 Seiyū: Kaito Ishikawa
Shinomune Sumiya (諏宮篠宗 Sumiya Shinomune?) / SHINOMUNE
 Seiyū: Taku Yashiro

### apple-polisher
Narumi Amagi (天城成海 Amagi Narumi?) / NaL
 Seiyū: Shouta Aoi
Yusei Otoishi (音石夕星 Otoishi Yusei?) / Toi
 Seiyū: Takahiro Sakurai
Yuki Aoi (青井有紀 Aoi Yuki?) / UK
 Seiyū: Yoshiki Nakajima
Shinobu Kurosawa (黒沢忍 Kurosawa Shinobu?) / Kuro
 Seiyū: Yuichiro Umehara

### Mánagers
Yakumo Igarashi (五十嵐 八雲 Igarashi Yakumo?)
 Seiyū: Yūsuke Kobayashi
Manami Kaga (加賀真実 Kaga Manami?)
 Seiyū: Masahisa Kudo
Tatsuo Sagamihara (相模原龍雄 Sagamihara Tatsuo?)
 Seiyū: Takamasa Mogi
Hisaomi Izumi (伊澄久臣 Izumi Hisaomi?)
 Seiyū: Masakazu Nishida

## Producción y lanzamiento
Una adaptación al anime se anunció por primera vez a través del sitio web oficial del proyecto. Shigenori Kageyama dirige el anime en el estudio Pierrot. También está a cargo de la composición de la serie y de escribir los guiones junto a Kyōko Katsuya. Yasuomi Umetsu adapta el arte de Ryō Fujiwara a la animación. Akemi Nagao está a cargo del diseño de color, mientras que Hiromi Sasaki se encarga de la dirección de sonido en Zack Promotion. Fue licenciado por Sentai Filmworks en América del Norte.